# Фело

Фело е бивш испански футболист, който е играл като полузащитник. 
В своята кариера преминава през тимовете на Лас Палмас, Реал Мадрид и Севиля.